# 立野弓子
立野 弓子（たての ゆみこ、1955年〈昭和30年〉1月22日 - ）は、日本の元女優。東京都出身。

## 人物
精華学園女子高等学校を経て、1973年、日活ロマンポルノ2周年記念として企画された宇能鴻一郎「週刊新潮連載」の作品を初めて映画化した「ためいき」の主演女優に抜擢され当時話題を集めた。
1974年、映画からテレビに転向する。

## 経歴
高校在学中にスカウトされ、広告や雑誌のモデルとして活動
1971年（昭和46年）ジャノメミシンの広告モデルでデビュー。
1973年（昭和48年）日活にスカウトされて、日活ロマンポルノ2周年記念作品文芸大作「ためいき」の主演女優に抜擢され一躍有名になった。相手役の男優キャストには、桑山正一、風間杜夫が起用されている。
1974年（昭和49年）日活を退社し、テレビに転向する。バラエティー番組やテレビドラマのレギュラー出演のほか、グラビアモデルとしても活躍した。
1977年（昭和52年）結婚、引退。

## 出演歴

### テレビ・ドラマ
- 時間ですよ「昭和元年」（1974年10月16日～1975年4月9日、全26話　TBS） - 芸者うさぎ役
- 悪魔のようなあいつ（1975年6月6日～同年9月26日、全17話　TBS） - マヤ役
- さくらの唄（1976年5月19日～1976年11月10日、全26話　TBS） - 芸者ぼん太役
- うわさのチャンネル（1974年～1976年　NTV） - 宝探しコーナーのマスコットガール
- 11PM　東京、大阪（1974年～1976年　NTV） - カバーガール

### 映画
- ためいき（1973年11月20日、日活） 監督：曾根中生、主演
- おさな妻の告白 失神 エクスタシー（1974年1月15日、日活）監督：磯見忠彦、主演
- 怪猫トルコ風呂（1975年1月29日、東映東京）監督：山口和彦、令子役